# Danish Arctic Contractors
Danish Arctic Contractors (DAC) var en sammenslutning af seks entreprenørfirmaer i Danmark.
- Christiani & Nielsen A/S
- Højgaard & Schultz A/S
- A. Jespersen og Søn A/S
- Kampmann, Kierulff & Saxild A/S
- Monberg & Thorsen A/S
- Saabye & Lerche A/S

Driften omfatter alt fra boliger, veje og transport , til værksteder, hospital, kommunikation og fritidsaktiviteter.
Kort sagt alt hvad der skal til for at få basens og dens ansattes dagligdag til at hænge sammen på Sondrestrom Air Base (SAB) (Kangerlussuaq) nedlagt i 1992 sammen med DEW Line og nu er kun Thule Air Base (TAB) (Pituffik) tilbage.
Danish Arctic Contractors er nu sammenlagt med Grønlands Hjemmestyre (Senere Grønlands Selvstyre) og hedder nu Greenland Contractors.